# Ronald Lacey
Ronald William Lacey (født 28. september 1935 i Harrow, England, død 15. maj 1991 i London) var en britisk skuespiller. Han var mest kendt som skurken Major Arnold Toht i Jagten på den forsvundne skat fra 1981.
Lacey var to gange gift. Oprindeligt var han gift med skuespillerinden Mela White i 1962. Han blev far til to børn, Rebecca og Jonathan Lacey i 1960'erne. Parret blev skilt i 1971, og Lacey blev gift med Joanna Baker i 1972. De fik sammen sønnerne Matthew og David Lacey. Desværre døde Joanna Baker allerede i 1989.
Ronald Lacey fik konstateret leverkræft den 25. april 1991. Han døde en måned senere i en alder af 55 år.